# Ringaskiddy
Ringaskiddy (en gaélique: Rinn an Scidígh) est un village irlandais situé dans le comté de Cork, sur la rive ouest du Cork Harbour. Au cours du XXe siècle, ce village de pêcheurs est devenu un important port de passagers pour la France (Roscoff), ainsi qu'un grand centre industriel.

## Géographie
Ringaskiddy est situé sur l'une des presqu'îles du Cork Harbour, à environ 15 km au sud-est de la ville de Cork et en face de Cobh. En 2011, sa population s'élevait à 478 habitants.

## Économie
Plusieurs compagnies pharmaceutiques possèdent des usines à Ringaskiddy, dont Centocor, GlaxoSmithKline, Hovione, Novartis, Recordati et Pfizer, qui y fabrique la plupart de ses médicaments contre les dysfonctions érectiles Viagra,.